# Legler
La Legler è un'azienda italiana operante nel settori tessile e alimentare, fondata a Ponte San Pietro nel 1875 dall'omonima famiglia di industriali svizzeri.

## La storia

### Settore tessile
La famiglia operava in questo settore come cotonificio già dalla prima metà dell'Ottocento, nel paese di Diesbach in Svizzera.
Verso il 1870, a causa degli elevati costi di gestione e degli alti dazi doganali, la ditta si trasferì in Italia, la scelta cadde su Ponte San Pietro, per via della vicinanza dalla Svizzera e da Milano, della nuova linea ferroviaria che consentiva di trasportare più velocemente le merci e del fiume Brembo che attraversava la città, il quale infatti forniva energia all'azienda tramite i mulini ad acqua.
Nel frattempo l'azienda si era specializzata dal cotone al velluto, iniziando la lavorazione di quest'ultimo nel 1910.
Nel 1914, per facilitare il lavoro delle operaie venne adottata una macchina inglese che faceva scorrere il tessuto sul tavolo, in questo modo si doveva semplicemente tenere ferma la forbice e il velluto si tagliava da solo.
Nel 1947 si fece un ulteriore passo avanti con l'utilizzo di macchine aventi coltelli di 13/14 cm per il taglio del velluto liscio e con l'uso di macchine per i tagli circolari sincronizzate elettronicamente di cui la Legler fa ancora utilizzo con 22 esemplari.
A partire dagli anni '70 la produzione ha subito una flessione fino a scendere a 6 000 metri di tessuto venduto negli anni '90. Ultimamente però è risalita fino ai 12 000 metri nel 2001.
Recentemente le Legler sta avendo una crisi economica che ha portato a mettere molti lavoratori in cassa integrazione, con conseguenti proteste degli operai e anche una proposta di affitto dell'azienda da parte di altre società, tra cui la TBM di Varese.
Questa crisi ha creato una certa confusione fra i clienti poiché taluni sono stati portati, erroneamente, a pensare che anche la Cooperativa Legler fosse coinvolta dalla crisi, quando è invece vero che queste due realtà sono totalmente indipendenti da lungo tempo.
La Legler opera con i suoi stabilimenti in Lombardia a Ponte San Pietro e ha operato in Sardegna a Siniscola, Macomer e Ottana, questi ultimi chiusi perché colpiti dalla crisi.
L'azienda aveva 6 punti vendita nelle province di Bergamo, Lecco e Milano dove vende i suoi prodotti,  oltre che esportarli in Europa e negli Stati Uniti.

### Settore alimentare - La nascita della Cooperativa Legler
Questo settore dell'azienda nasce nel 1901 come cooperativa da parte del comm. Matteo Legler, che quando andava in Inghilterra per comprare i macchinari per il cotonificio notava come li esistessero grandi negozi self-service dove gli operai compravano le merci a prezzi molto bassi. Pensò dunque di poterlo fare anche in Italia, fondando una cooperativa e donando quote ai dipendenti del cotonificio e a chiunque volesse farne parte, utilizzando così i soldi per comprare merce all'ingrosso da rivendere poi agli operai a prezzo ribassato.
La prima sede della cooperativa aprì a Ponte San Pietro e come un moderno supermercato erano possibili trovare tutti i generi alimentari. Questo però causò non pochi contrasti con gli altri bottegai che videro i loro profitti scendere molto.
Nel 1919 la compagnia modificò lo statuto sociale in cooperativa di consumo mentre negli anni '30 fece costruire a Ponte San Pietro delle case popolari aumentando così di fatto i clienti del negozio.
Durante la Seconda guerra mondiale la cooperativa ebbe un periodo di crisi che si aggravò quando il 4 novembre 1944 fu bombardato il negozio a Ponte san Pietro; nell'esplosione morirono alcuni dipendenti e il direttore del negozio.
L'azienda superò la crisi negli anni '50 con la costruzione di una nuova sede e nel 1962 con l'apertura di uno dei primi supermarket d'Italia. La decisione di trasformare il tradizionale negozio in un self service venne presa, dietro suggerimento dei signori Legler, che inviarono il giovane direttore Flavio Ludrini in Svizzera presso la Migros, perché potesse conoscere sul campo i segreti e le tecniche della grande distribuzione, allora quasi sconosciuta nella penisola.
Agli inizi degli anni '70 la Legler, per mezzo del suo amm. delegato Dott. Colli, concluse un accordo con ENI Anic per la costruzione e la conduzione della Tirsotex Spa, nell'allora Polo indistriale di Macomer (NU). L'azienda, a conduzione mista, funzioni amministrative condotte da rappresentanti ENI e funzioni operative condotte da rappresentanti Legler, contava quasi 1.000 dipendenti tra operai e impiegati e per anni portò benessere e lavoro in una zona fino ad allora dimenticata dalle funzioni pubbliche.
La Tirsotex era una azienda tessile di avanguardia per la lavorazione della tela grezza di jeans e si approvvigionava, in buona parte, dal polo industriale di Ottana e, in particolare, dall'azienda petrolchimica di Ottana (NU) di proprietà di Eni Anic. Con il progressivo declino e chiusura del settore Anic, la Tirsotex visse un periodo di declino fino a giungere alla chiusura. Rilevata dal gruppo distributivo italiano MD, ora è il polo di distribuzione dei materiali presenti presso i punti vendita del gruppo.
Da questo punto di vista la Legler contribuì allo sviluppo culturale del paese, specialmente al nord, aprendo la strada ai futuri supermercati oggi presenti in tutta Italia ma che allora era possibile vedere solamente nei film americani.
La cooperativa andò sempre in crescendo con l'apertura negli anni '80 di succursali in tutta la Lombardia e del trasferimento della sede da Ponte a Presezzo. La Cooperativa Legler, forte dei suoi 38 milioni di euro di fatturato annuo, si presentava come una società commerciale con nove punti di vendita nel settore alimentare, di cui alcuni con un reparto tessile (anch'esso, comunque, indipendente dalla fabbrica Legler).
Per statuto la Cooperativa non ha fini di lucro e la sua base sociale è composta da oltre dodicimila soci.
Il fondatore dell'azienda alimentare, Matteo Legler, fu anche il primo presidente della squadra locale di calcio, l'Us Ponte San Pietro, nonché costruttore dello stadio comunale a lui poi dedicato.

### L'acquisto del Gruppo Polli
Nel 1989 la società tessile, con la famiglia Legler non più unita nella conduzione dell'azienda che nel 1988 aveva avuto il bilancio in rosso,  fu acquistata dal Gruppo Polli, un conglomerato di undici aziende nato con la Manifattura Vallebrembana e di proprietà dell'imprenditore bergamasco e campione di motonautica Edoardo Polli, dando vita ad un colosso da 800 miliardi di lire. Ma dopo qualche anno il gruppo Legler-Polli accumulò debiti per 400 miliardi di lire. Nel 1996 le banche creditrici indicano Franco Tatò e Carlo D'Urso per condurre il piano di ristrutturazione.
La Cooperativa Legler prosegue la propria attività in modo indipendente.
La sede storica a Ponte San Pietro è ora diventata il Data Center Campus di ARUBA più grande d’Italia, nel segno della transizione digitale.

### Il fallimento
Nei primi anni 2000 inventa il "Libretto di deposito a risparmio" e raccoglie oltre 9 milioni di Euro da oltre 800 soci prestatori. 
I piccoli risparmiatori fiduciosi nella Cooperativa a loro insaputa sono stati trasformati in soci prestatori.
Nel 2017 deposita domanda di concordato preventivo al Tribunale di Bergamo.
Nel 2023 viene dichiarato il fallimento lasciando i titolari dei Libretti di deposito a risparmio senza alcuna speranza di rivedere i loro risparmi, i dipendenti senza TFR e i creditori a bocca asciutta.